# Tuscany
Tuscany is een studioalbum van de Britse / Amerikaanse muziekgroep Renaissance. Zangeres Annie Haslam woonde toen al een tijdje in de Verenigde Staten. Nadat een aantal compact discs was uitgegeven met oudere opnamen (2000) verscheen dit reüniealbum, waarbij de vijf leden
van de succesvolle tweede samenstelling weer bij elkaar kwamen. De muziek is ook weer als vanouds progressieve rock, zonder de erg lange tracks zoals die in de jraen 70 in de mode waren. Het album is opgenomen in de Astra Audio Studio te Monks Horton, Kent. John Tout de vaste toetsenist van de band had kennelijk ander verplichtingen want hij speelt niet op alle tracks mee en werd genoemd onder het rijtje gastmusici. John Camp vaste basgitarist ontbrak geheel. Na een paar optredens in Engeland en Japan viel de band weer uit elkaar; Haslam had geen zin meer in een vaste band, ze had zich toegelegd op schilderen. De liveband werd uitgebreid met Rave Tesar (vaste begeleider van Haslam), David Keys op basgitaar.

## Musici
- Annie Haslam - zang
- Michael Dunford – gitaren, zang
- John Tout /Mickey Simmonds – toetsinstrumenten
- Alex Caid - basgitaar
- Terence Sullivan – slagwerk, percussie

met medewerking van:
- Roy Wood – Dear Landseer, In the sunshine, Dolphins Prayer
- Rob Williams - zang

## Composities
Allen van Haslam en Dunford

| Nr. | Titel                                   | Duur |
| --- | --------------------------------------- | ---- |
| 1.  | Lady from Tuscany                       | 6:41 |
| 2.  | Pearls of wisdom                        | 4:25 |
| 3.  | Eva’s pond                              | 3:40 |
| 4.  | Dear Landseer                           | 5:20 |
| 5.  | In the sunshine (medeproducer Roy Wood) | 4:25 |
| 6.  | In my life                              | 5:26 |
| 7.  | The race                                | 4:38 |
| 8.  | Dolphins prayer                         | 3:20 |
| 9.  | Life in Brazil (medeproducer Roy Wood)  | 3:41 |
| 10. | One thousand roses                      | 7:12 |

Studio: Renaissance (1969) · Illusion (1971) · Prologue (1972) · Ashes Are Burning (1973) · Turn of the Cards (1974) · Scheherazade and other stories (1975) · Novella (1977) · A Song for All Seasons (1978) · In the Beginning (1978) · Azure d'Or (1979) · Camera Camera (1981) · Time-Line (1983) · Tuscany (2000) · The Mystic and The Muse (ep) (2010) · Grandine il Vento (2012)
Annie Haslams Renaissance: Blessing in Disguise  (1994)
Michael Dunford's Renaissance: The Other Woman  (1994) · Ocean Gypsy (1997)
Live: Live at Carnegie Hall (1976) · Renaissance Live at the Royal Albert Hall (1977) · BBC Sessions (1999) · Day of the Dreamer (2000) · Renaissance Unplugged (2000) · In the Land of the Rising Sun (2002) · Dreams and Omens (2008) · Renaissance DeLane Lea Studios 1973 (2015) · A symphonic journey (2018)
Compilatie: Tales of 1001 Nights (Parts 1 and 2) (1990) · Da Capo (1995) · Songs from Renaissance Days (1997) · Live & Direct (2002)